# Clonaria planicercata
Clonaria planicercata är en insektsart som först beskrevs av Rehn, J.A.G. 1914.  Clonaria planicercata ingår i släktet Clonaria och familjen Diapheromeridae. Inga underarter finns listade i Catalogue of Life.